# پودمبیتسه
پودمبیتسه (به لاتین: Poddębice، تلفظ: [pɔd:ɛmˈbʲit͡sɛ]) یک شهرک در لهستان است که در شهرستان پودمبیتسه واقع شده‌است.

## خصوصیات
پودمبیتسه ۵٫۸۹ کیلومترمربع مساحت و ۷٬۸۷۵ نفر جمعیت دارد.